# AIM-174B
AIM-174B ガンスリンガー（Gunslinger）は、アメリカ合衆国のレイセオン社が開発する超長距離空対空ミサイルである。 SM-6（RIM-174B）艦対空ミサイルの空中発射型であり、RIMPAC 2024で初めて一般に公開された。

## 開発経緯
2004年にF-14専用であるAIM-54Cが退役して以降、アメリカ海軍では長距離ミサイルを運用していなかった。これを代替するために安価なAIM-152が開発されたが、冷戦終結に伴うソ連の爆撃機による脅威がなくなり、また、軍事費も削減されたため、AIM-152は試作段階で開発が中断され、現在では中距離空対空ミサイルであるAIM-120がその任務を引き継いでいる。しかし、近年中国人民解放軍のPL-21やロシア連邦軍のR-37Mを搭載する敵機と交戦する際、AIM-120は射程の面で不利である。この現状を打開するためにAIM-174Bの開発が進行中である。
アメリカ空軍が開発中のAIM-260統合先進戦術ミサイルと同様に、特別アクセスプログラムとして開発されたと推測される。AIM-260も同様に長距離空対空ミサイルであり、アメリカ海軍はアメリカ空軍と協力して、両軍で使用するために開発しているため、AIM-174BとAIM-260がどのように運用されるのかは不明である。ちなみにAIM-174BとAIM-260はどちらも、現在開発中のアメリカ空軍の長距離交戦兵器とは別のものである。
2025年5月14日、このミサイルに「ガンスリンガー（Gunslinger）」なる愛称が付けられたと報じられた。

## 設計
AIM-174Bの重量は約1,900ポンド（861キログラム）で、AIM-120の約5倍の重さである。公開された写真では、AIM-174BがRIM-174と外観上実質的に同一であることがわかる。ただ、AIM-174BにはMK72固体燃料ロケットブースターが搭載されていない。

## 特徴
AIM-174Bの射程距離に関する詳細は不明だが、SM-6（ブースターあり）は370kmの射程があり、すでに一定の速度と高度（空気が薄いため推進に必要なエネルギー量が少なくて済む）で発射されるという利点があるため、AIM-174の射程距離は300～400kmに及ぶ可能性があるが、アメリカ海軍が公表した射程距離は240kmに過ぎない。しかし、アメリカ軍は戦略的安全保障上の目的で、公表されている兵器システムの射程距離と能力を過小評価することが多いため実際の射程はより長いと考えられる。少なくとも、AIM-174Bは退役したAIM-54Cの150kmやAIM-120Dの180kmよりも大幅に長射程化している。
ロシア連邦軍のR-37Mや中国人民解放軍のPL-21などの超長距離空対空ミサイルは、高価であるため通常、大型空中目標を攻撃するために使用される。AIM-174Bも同様の運用上の制限を受けると考えられ、高価値の空中目標に対する使用に限定される可能性が高い。そのため、AIM-174Bは最前線から遠く離れた空中給油機や早期警戒管制機、電子戦機、空母打撃群を脅かすH-6爆撃機を攻撃するために使用されるのと推測される。
原型であるSM-6は対艦攻撃と対地攻撃も可能であるため、AIM-174Bがそのような用途で使用されるとも考えられる。